# Homecoming (2019)
Pour les articles homonymes, voir Homecoming.
Homecoming est un pay-per-view de catch professionnel présenté par la fédération Impact Wrestling. Il s'est déroulé le 6 janvier 2019 à l'Asylum de Nashville (Tennessee). Il s'agit du premier évènement de la chronologie des Homecoming.

## Production

### Contexte
Initialement, Impact, anciennement connu sous le nom de TNA, produisait des émissions hebdomadaires à la carte qui constituaient la principale source de revenus de la société, à la place des pay-per-view utilisés par d'autres promotions. Ces spectacles avaient lieu principalement au Tennessee State Fairground Sport Arena à Nashville, dans le Tennessee, surnommé le TNA Asylum. Le nom du show est dû à leur retour au parc des expositions pour la première fois depuis 2004.

## Storylines
Les spectacles d'Impact Wrestling sont constitués de matchs aux résultats prédéterminés par les scénaristes d'Impact Wrestling . Ces rencontres sont justifiées par des storylines – une rivalité avec un catcheur, la plupart du temps – ou par des qualifications survenues dans les shows d'Impact Wrestling. Tous les catcheurs possèdent un gimmick, c'est-à-dire qu'ils incarnent un personnage gentil (face) ou méchant (heel), qui évolue au fil des rencontres.

## Tableau des matches
| N° | Matches                                                                                        | Stipulations                                                                                   | Durées des matches |
| -- | ---------------------------------------------------------------------------------------------- | ---------------------------------------------------------------------------------------------- | ------------------ |
| 1  | Rich Swann bat Jake Crist, Ethan Page et Trey Miguel                                           | Ultimate X match pour le X-Division Championship vacant                                        | 14:00              |
| 2  | Allie & Su Yung battent Jordynne Grace & Kiera Hogan (soumission)                              | Tag Team match                                                                                 | 08:58              |
| 3  | Eddie Edwards bat Moose                                                                        | Falls Count Anywhere match                                                                     | 13:15              |
| 4  | Sami Callihan bat Willie Mack                                                                  | Match simple.                                                                                  | 10:25              |
| 5  | Eli Drake bat Abyss                                                                            | Monster's Ball match                                                                           | 12:10              |
| 6  | The Latin American Xchange (Ortiz & Santana) (c) battent The Lucha Bros (Fénix & Pentagón Jr.) | Tag Team match pour les Impact World Tag Team Championships.                                   | 10:48              |
| 7  | Taya Valkyrie bat Tessa Blanchard (c)                                                          | Match simple pour le Impact Knockouts Championship Gail Kim était l'arbitre spéciale du match. | 10:30              |
| 8  | Johnny Impact (c) bat Brian Cage                                                               | Match simple pour le Impact World Championship (Cage utilise son Option C)                     | 19:33              |